# عيد الميلاد (فلم)
عيد الميلاد هو فيلم دراما مغربي صدر سنة 2014، من إخراج لطيف لحلو، وبطولة كل من يونس ميكري، أمل عيوش، حميد باسكيط، نادية كوندا، عمر لطفي، سناء موزيان، فاطمة الزهراء الجوهري، ومحمد مروازي. يُسلِّط الفيلم الضوء على أزمة منتصف العمر، المحطة التي يبحث خلالها المرء عن إجابة واضحة للعديد من تساؤلاته، هل استطاع أن يصل إلى ما كان يحلم به؟ كيف كان وكيف أصبح؟

## القصة
يحكي الفيلم قصة ثلاثة أصدقاء، رجلين وفتاة، كانوا أصدقاء في فترة السبعينيات، حيث كانوا مجموعة من الشباب الثائرين الذين يريدون تغيير العالم من حولهم، ولكن فيما بعد، سلك كل منهم طريقه المختلف.
يتزوج «سعيد» الفتاة ويُصبح مهندسا، وتُتابع الفتاة دراستها. أما الصديق الثالث أ«حمد» يُصبح برلمانيا. وكان لسعيد حلم تحقيق مدينة خضراء تتألف من مياه معالجة وأماكن خضراء تحافظ على البيئة واستعمال الطاقة الشمسية، لكنه لم يستطع إيجاد موارد مالية ليحقق هذا الحلم الذي راوده لسنين.
يلتقي سعيد بعد 25 سنة صديقه الذي أصبح برلمانيا، ولكن هذا الأخير، يحاول استغلاله من أجل مآرب سياسية وربحية.

## طاقم التمثيل
- يونس ميكري
- أمل عيوش
- حميد باسكيط
- نادية كوندا
- عمر لطفي
- سناء موزيان
- عبد اللطيف شوقي
- سناء العاجي
- محمد مروازي
- فاطمة الزهراء الجوهري
- عثمان العلوي
- عزيز الفاضلي

## روابط خارجية
- مقالات تستعمل روابط فنية بلا صلة مع ويكي بيانات